# Lokananta
Lokananta – pierwsza wytwórnia płytowa w Indonezji. Powstała w 1956 roku.
Z wytwórnią współpracowały największe gwiazdy indonezyjskiej sceny muzycznej, jak np. Waldjinah czy Gesang. Jednym z pierwszych artystów nagrywających dla tej wytwórni był Bob Tutupoly.
W archiwach wytwórni znajdują się nagrania jawajskiej muzyki karawitan, kroncong, utworów regionalnych z różnych zakątków kraju, a także nagrania muzyki zachodniej. Oprócz tego wytwórnia nagrywała także przemówienia polityków. Miała udział w rozwoju poczucia jedności narodowej wśród mieszkańców niepodległej Indonezji.